# Papirus Oxyrhynchus 32
Papirus Oxyrhynchus 32 oznaczany jako P.Oxy.I 32 – list skierowany do trybuna Juliusza Domitiusa, jednego z dowódców legionu Aureliusza Archelausa napisany po łacinie. Papirus ten został odkryty przez Bernarda Grenfella i Arthura Hunta w 1897 roku w Oksyrynchos. List ten jest datowany na II wiek n.e. Przechowywany jest w Bodleian Library (Ms. Lat. Class. c 3). Tekst został opublikowany przez Grenfella i Hunta w 1898 roku.
Manuskrypt został napisany na papirusie, na pojedynczej karcie. Rozmiary zachowanego fragmentu wynoszą 19,6 na 10,5 cm. Tekst jest napisany kursywą. Sposób pisania jest bardzo czytelny i łatwy do odczytania.